# Esione
Esione (in greco antico: Ἡσιόνη?, Hēsiónē) è un personaggio della mitologia greca. Fu una principessa di Troia.

## Genealogia
Figlia di Laomedonte e di Strimo o Placia (figlia di Otreo) o Leucippe, ebbe da Telamone il figlio Teucro e in seguito partorì Trambelo.

## Mitologia
Fu una principessa troiana, figlia di un uomo crudele e irrispettoso degli dei. Laomedonte offese infatti gli dei Apollo e Poseidone che avevano innalzato le mura di Troia, rifiutando di versare il compenso pattuito e fu punito in modo tale che un mostro marino devastasse i raccolti del suo regno rovesciando acqua marina nei campi e divorasse gli abitanti.
Laomedonte consultò l'oracolo di Zeus Ammone e seppe che il suo regno avrebbe ritrovato la pace se avesse offerto la propria figlia Esione in pasto alla bestia ma si rifiutò di ascoltare il consiglio e pretese che fossero i nobili troiani a sacrificare per primi le loro figlie ed essi consultando a loro volta l'oracolo di Apollo videro che era irato non meno di Poseidone e che s'astenne dall'emettere responsi.
Laomedonte cercò allora di appropriarsi delle tre figlie di un certo Fenodamante e lo istigò a esporle sulla spiaggia ma questi sbottò sollevando i presenti all'assemblea contro Laomedonte e urlò che il re era l'unico responsabile delle loro disgrazie e che quindi dovesse sacrificare Esione esponendola al mostro.
La discussione si risolse con un sorteggio e la sfortunata fu la stessa Esione che fu così incatenata in lacrime a una roccia completamente nuda e adornata solo da gioielli e qui fu scorta da Eracle in cammino dopo essersi battuto con le Amazzoni.
L'eroe la liberò dai ceppi e si recò in città per offrirsi di stroncare il mostro marino in cambio di una coppia di bellissimi cavalli, dono di Zeus a Laomedonte per risarcirlo del ratto di Ganimede.
Il re premiò poi l'eroe dandogli in sposa la stessa Esione, ma lo invitò ad andarsene lasciando sia la fanciulla sia i cavalli in città.
Eracle tornò a Troia anni dopo radunando un imponente esercito ed espugnandola, uccidendo Laomedonte e i suoi figli maschi, eccetto Podarce e poi concesse a Telamone (un suo compagno nella spedizione), di prendere in sposa Esione e a essa permise di riscattare uno dei prigionieri, così lei scelse il fratellino Podarce e lo riscattò con il velo dorato con cui era coperta. Da allora egli prese il nome di Priamo, che significa «riscattato».
Esione seguì il suo nuovo compagno, Telamone, sull'isola di Salamina dove gli diede il figlio Teucro.
Nuovamente incinta lasciò il marito recandosi in Asia Minore e raggiungendo a nuoto Mileto, dove fu trovata in un bosco dal re Arione e partorì Trambelo, bambino che il re allevò come se fosse proprio.
Spesso la madre di Trambelo è Teanira, una prigioniera troiana.
"Aesiona" è anche il titolo di una cothurnata di Nevio, la cui trama era appunto la storia di Esione salvata da Telamone. La trama assomiglia molto a quella dell'Andromeda, tragedia scritta da Livio Andronico.